# Hans Zimmer (Autor)
Hans Zimmer (* 1946 in Kassel) ist ein deutscher Autor, Theaterpädagoge, Regisseur und Schauspieler.

## Leben und Werk
Hans Zimmer studierte Germanistik und Politik in Marburg und Göttingen. Seit 1980 wohnt er in Hannover, wo er von 1984 an als Dramaturg und Schauspieler in der Theaterwerkstatt Hannover arbeitete. 1987 begründete er das Theaterpädagogische Zentrum Hannover, das er als Lehrer für Darstellendes Spiel an der IGS Mühlenberg 24 Jahre lang leitete. In dieser Zeit entstanden zahlreiche Stücke für das Theater mit Kindern und Jugendlichen. Seit den 90er Jahren unterrichtet Hans Zimmer Darstellendes Spiel und Szenisches Schreiben an der Leibniz-Universität Hannover und arbeitet als freier Regisseur.

## Bücher
- Das  Früh-bis-spät-Werk, Gedichte, Revonnah Verlag, Hannover 1996
- Spot on - 55 Minidramen (Anthologie), Deutscher Theaterverlag, Weinheim 2015
- Minidramen, Monografie, Deutscher Theaterverlag, Weinheim 2020

## Stücke für Kinder und Jugendliche
- Brummeisen und Pfeffernüsse, Uraufführung carroussel Theater Berlin, 1993
- Gestrandet vor Guadeloupe, UA Klecks-Theater Hannover, 1994
- Irrläufer. Nach Paris, UA Klecks-Theater Hannover, 1997
- Hinundzurückhansimglück, UA Klecks-Theater Hannover, 2000
- Wahre Freunde, UA Theaterpädagogisches Zentrum Lingen, 2001
- Memed mein Falke (Bühnenfassung des Romans von Yasar Kemal), UA Kindertheaterhaus Klecks-Theater Hannover, 2013

## Freie Theaterarbeiten
- Ricklinger Sommerspiele,[3] Freilichttheater an der Edelhofkapelle in Hannover-Ricklingen mit Darstellern der "bühne 93", diverse Klassikerbearbeitungen: Regie von 2007 bis 2015.
- Die Ricklingen Revue, 50 Jahre Stadtteilzentrum Ricklingen, Aufführung ebendort 2016: Text und Regie.
- Die Besteigung des Mont Ventoux oder: Mit Petrarca auf die Kalihalde (zusammen mit Uwe Ahrens), musikalisch-literarische Besteigung eines künstlichen Bergs in Hannover-Empelde unter Verwendung von Texten von Petrarca und eigenen Texten[4] in den Jahren von 2008 bis 2016.
- Ich aber erforsche das Leben, Musik-Tanz-Theater-Performance mit Inka Grund, Jürgen Morgenstern, Christoph Schütz nach Texten des Insektenforschers Jean-Henri Fabre,[5] 2013/2014: Regie.
- Die Prinzessin von Ahlden, theatralisch-musikalische Lesung mit Inga Kolbeinsson und Lajos Rovatkay (Cembalo),[6] 2017: Text und Regie.
- Almas Momente, Schauspiel, Uraufführung 2019 Theater in der List, Hannover: Text (Per. H. Lauke Verlag, Hamburg) und Regie.
- Madeleine will nicht, Schauspiel, Uraufführung 2020 Theater in der List, Hannover: Text.
- Wie der Geiger Tobias die Glasharfe erfand, musikalische Bühnenerzählung mit Susanne Würmell (Glasharfe) und Dainis Medjaniks (Geige), Oktober 2020 Theater in der List, Hannover: Text, Lesung und Regie.

## Kinderhörspiele
- Gestrandet vor Guadeloupe, Deutschlandradio Berlin/WDR, 1995
- Blini oder das Geheimnis im Schrank, Deutschlandradio Berlin/WDR, 1998
- Garage Nr. 7, Deutschlandradio Berlin, 1999
- Ein Glücksstück (Funkfassung von Hinundzurückhansimglück), Deutschlandradio Berlin, 2001
- Bellas Briefe, Deutschlandradio Kultur, 2004
- Cortez lernt sprechen, Deutschlandradio Kultur, 2005
- Johann verschwindet, Deutschlandradio Kultur, 2007
- Tauben fliegen nur nach Hause, Deutschlandradio Kultur, 2013
- Mattis und die Himbeerdiebin, Deutschlandradio Kultur, 2016

## Auszeichnungen
- Deutscher Kinderhörspielpreis 1996 für Gestrandet vor Guadeloupe[7]
- 1. Preis des Kinderhörspielpreises des MDR 1996 für Gestrandet vor Guadeloupe[8]